# 东站街道 (沈阳市)
东站街道，是中华人民共和国辽宁省沈阳市大东区下辖的一个乡镇级行政单位。

## 行政区划
东站街道下辖以下地区：
东站社区、顺景社区、铁道兵社区、金客社区、钢花社区、蓝山社区、龙湖社区和国瑞社区。